# Rencontres artistiques de Bel-Air
Les Rencontres artistiques de Bel-Air est une association loi de 1901 qui organise des concerts, résidences, masterclass.. Son siège social est situé à la  Ravoire (Savoie).
Cette association, née en 1994, accueille depuis plus de 20 ans les plus grands solistes internationaux de la musique baroque, classique ou contemporaine. Elle soutient les jeunes talents.

## Les rencontres de musique de chambre
Les Rencontres artistiques de musique de chambre de Bel-Air voient le jour en mai 1996 à la suite d'une idée proposée par le violoniste chambérien Renaud Capuçon. Elles sont créées par trois familles fondatrices, la famille Chalmin, la famille Capuçon (parents de Renaud Capuçon), et la famille Scapolan.
Ces moments musicaux sont conçus sur la rencontre entre musiciens dans un environnement intime et familial. Dès les premières années les musiciens sont logés chez l'habitant, et tout est organisé pour que hors concert, tout le monde se retrouve autour d'un repas ou d'un apéritif chez un particulier.
Les premiers concerts ont notamment lieu dans une ancienne grange à foin dans laquelle un orgue a été réalisé et dans l'Espace Jean Blanc de La Ravoire. Autour de Jean-Pierre Wallez, violoniste, Henri Demarquette, Jérôme Ducros, Geneviève Strosser, Michael Dian…
L'année suivante c'est Augustin Dumay qui parraine, puis Michel Dalberto, Gérard Caussé, les frères et sœurs Christ, Weinmeister, Stephen Kovacevich, Marina Chiche, Antoine Tamestit, Béatrice Muthelet, Gautier Capuçon, Aki Saulière, Frank Braley et Virginie Michaud, Jean-Yves Thibaudet, Elena Bashkirova, Marc Coppey, Marielle et Katia Labèque, Natalie Dessay, Jennifer Gilbert, David Guerrier, Philippe Jaroussky, Florent Héau et Paul Meyer, Pascal Moraguès, Marco Postinghel, Aloïs Posch, le groupe de tango Soledad, Baiba et Lauma Skride, André Tubeuf, Laurent Verney, Sayaka Shoji, Louis Lortie, Bertrand Chamayou , François Castang, les compositeurs Karol Beffa, Éric Tanguy, Nicolas Bacri, Thierry Escaich…
La première année, elles ont eu lieu mi-mai 1996, puis dès la deuxième année, il fut décidé de les placer un peu après la rentrée en septembre. Depuis 2005, elles ont été avancées fin août début septembre, afin de profiter du climat avantageux de la fin de l'été en Savoie.
Les Rencontres de musique de chambre de Bel-Air se déroulaient dans trois lieux principaux de concerts :
1. le château de Caramagne (80-100 places) pour le premier concert
2. La Salle d'orgue de Bel-Air à la Ravoire (100-200 places)  pour le deuxième concert et le concert de fin de festival
3. L'Espace Malraux à Chambéry (960 places) pour les deux concerts ouverts au public
4. Le théâtre Charles Dullin à Chambéry (400 places) accueillait les concerts avant que l'espace Malraux ne prenne le relais

Les Rencontres de Bel-Air ont été enregistrées par Radioclassique de 2002 à 2004.
Depuis l'année de leurs 10 ans en 2005, elles ont été retransmises en direct ou enregistrées par France Musique.
En 2009 pour la 15e édition est prise la décision d'arrêter le festival.

## Bel-Air Claviers Festival
Créé en 2012, ce festival qui se déroule à Chambéry est consacré aux claviers et la direction artistique est assurée par Bertrand Chamayou. 